# تهاجم به التنف (۲۰۱۶)
تهاجم به التنف (انگلیسی: Al-Tanf offensive) عملیات بازپس گیری گذرگاه مرزی التنف توسط ارتش آزاد سوریه با حمایت آمریکا از داعش بود.